# Alseidi
Nella mitologia greca, le alseidi (in greco antico: Ἀλσηΐδες?, Alsēḯdes) sono le ninfe delle radure e dei boschetti, che terrorizzavano i viandanti che attraversavano le loro selve.

## Etimologia
Il termine deriva dal greco antico Ἀλσηΐδες (Alsêides) che significa "abitante dei boschi", riferito dunque all'essenza della ninfa. Questa parola deriva dalla forma ἄλσος (álsos) che ha come primo significato "bosco sacro" e poi, per estensione, qualsiasi luogo sacro o consacrato. Questa etimologia coglie appieno l'idea del sacro e della dimensione divina che i Greci vedevano nella natura.

## Nel mito
Le alseidi apparivano sotto forma di giovani e bellissime ragazze, alle quali nessun uomo poteva resistere. Vi erano, però, alcune ninfe "buone", come viene raccontato dal mito di Eracle, le quali con filtri magici - composti prevalentemente dalle foglie di alcune piante utili per guarire ferite o traumi, anche psicologici - donavano protezione e passione ai forestieri. Le più famose erano Callisto e la sorella più piccola Antea, legate sentimentalmente ad Artemide, dea della caccia.

## Nella letteratura
Tra gli scrittori classici, il primo e forse l'unico poeta a fare riferimento alle alseidi è Omero. Tuttavia, invece di alseide, egli utilizza il termine alsea:
né delle Ninfe, ch’ànno soggiorno tra i floridi boschi (ἄλσεα álsea),

nelle sorgive linfe dei fiumi (πηγαὶ ποταμῶν pēgaí potamôn), nei pascoli erbosi (πίσεα ποιήεντα písea poiēenta).»
Erano quattro, che tutte compiean le faccende di casa.

Erano [le ninfe] figlie tutte dei boschi (ἄλσεα álsea), dei fonti, dei fiumi (ποταμοί potamoí)

sacri, che verso il mare travolgon la copia dei flutti.»